# Madeleine Pelletier
Madeleine Pelletier (ur. 18 maja 1874 w Paryżu, zm. 29 grudnia 1939 w Perray-Vaucluse pod Paryżem) – francuska lekarka, psychiatrka, feministka pierwszej fali i działaczka socjalistyczna, przed I wojną światową jedna z wiodących francuskich feministek.

## Życiorys

### Dzieciństwo
Urodziła się jako Anne. Jej matka, rojalistka i katoliczka Anne de Passavy, handlarka warzywami, miała dwanaścioro dzieci, z których przeżyła tylko dwójka. Ojciec Louis wyemigrował z Champeaux (Deux-Sèvres) do Paryża. Był taksówkarzem do czasu udaru, którego dostał w 1878. Budynek, przy Rue des Petits Carreaux 38, w którym mieszkała rodzina, zawalił się w połowie lat 30. XX w..

### Wykształcenie i kariera medyczna
Madeleine Pelletier w wieku 12 lat opuściła szkołę klasztorną, w której się uczyła. Przez rosnący konflikt z apodyktyczną matką zmieniła imię na Medeleine i zaczęła nosić męskie stroje, próbując odciąć się od kobiecości, której w wydaniu matki nie akceptowała. Nosiła krótką fryzurę. Pisała później: Jeśli ubieram się właśnie w ten sposób, robię to dla wygody, ale nade wszystko, ponieważ jestem feministką; mój garnitur mówi mężczyźnie: "Jestem tobie równa".
Po pracy chodziła do biblioteki albo na spotkania feministycznych i anarchistycznych grup, gdzie poznała Louise Michel. Jeden z jej odczytów dał Pelletier podstawy myślenia feministycznego, komunistycznego i ukształtował jej liberalne poglądy, a jednocześnie zachęcił do powrotu do nauki.
W wieku 23 lat zdała maturę A-level po okresie intensywnego samokształcenia. Straciła matkę (ojciec zmarł, gdy była nastolatką), zostając bez grosza, ale poznany na wykładach profesor Charles Letourneau (1831–1902), wybitny antropolog, pomógł je aplikować o stypendium naukowe. W 1899 miasto Paryż przyznało jej stypendium na studiowanie antropologii i medycyny na Uniwersytecie Paryskim. Była jedną z 29 kobiet wśród 4500 studentów. Uczęszczała na wykłady z antropologii, które wywarły głęboki wpływ na jej myślenie o kwestiach społecznych i feministycznych.
Po zmianie prawa w 1904 mogła zacząć pracę w szpitalu psychiatrycznym Paris Villejuif jako pierwsza kobieta we Francji. Pracowała w różnych placówkach. Aktywność w masonerii (od 1904), działalność socjalistyczna i feministyczna sprawiły, że nie zdała egzaminów. Z nieznanych powodów odmówiono jej drugiej szansy, zakładając, że o nią się ubiegała. Pracowała prywatnie w różnych dzielnicach Paryża. W 1906 została pierwszą wykwalifikowaną kobietą psychiatrką we Francji. W 1912 została etatową tymczasową lekarką pocztową.
W 1914 zgłosiła się do pracy jako lekarka wojskowa, ale odmówiono jej zgody. Starała się o posadę w Czerwonym Krzyżu pod warunkiem, że będzie mogła pomagać zarówno Francuzom, jak i Niemcom. Była jedną z niewielu francuskich socjalistów, którzy potępiali I wojnę światową i uważali ją za imperialistyczną. Unikała otwartego oporu wojennego. Między 25 sierpnia 1914 a 27 września 1918 prowadziła dziennik, w którym odnotowała zaniepokojenie wzrostem irracjonalności i nienaukowych systemów wierzeń oraz obrzydzeniem wobec szowinizmu wielu feministek i socjalistów oraz chęci robotników do walki z braćmi. Pisała: W gruncie rzeczy ci ludzie mają to, na co zasłużyli; ludzkość jest głupia.
Konflikty z administracją (np. nieobecności bez urlopu) spowodowały, że w 1916 została zdegradowana do pracy w niepełnym wymiarze godzin. W 1928 została zwolniona z pracy.
W latach 20. i 30. XX w. pracowała i żyła przy Rue de Gergovie, potem przeniosła się na południe Francji do Gif-sur-Yvette, gdzie nauczyła się jazdy samochodem.

### Walka społeczna i partyjna o prawa kobiet
W 1905 dołączyła do Francuskiej Sekcji Międzynarodówki Robotniczej (SFIO) – francuskiej socjalistycznej partii politycznej, aby walczyć o sprawę kobiet. Rok później została sekretarką feministycznej radykalnej grupy Solidarność Kobiet. Kierowała nią w latach 1906–1912. Chciała zainicjować masowy ruch kobiecy, taki jak w Anglii zbudowała rodzina Pankhurstów, ale nigdy się to nie udało. Swoje feministyczne poglądy prezentowała w broszurach, broszurach, książkach i miesięczniku "La Suffragiste", który ukazywał się nieregularnie od grudnia 1907 do 1914 pod jej redakcją.
W sierpniu 1907 wzięła udział w pierwszej Międzynarodowej Konferencji Kobiet Socjalistycznych w Stuggarcie. Była częścią ośmioosobowej delegacji Paryskiego SFIO. Spośród 58 delegatek z 15 krajów była jedną z 11 głosujących przeciwko słowom Clary Zetkin, że walka o prawo kobiet do głosowania nie jest oddzielna od zmagań klasowych. Podobnie jak Sylvia Pankhurst wierzyła, że walka o demokratyczne prawo kobiet do głosowania jest kluczowa w walce o socjalizm. W czerwcu 1908 Pelletier pojechała do Londynu, aby wziąć udział w Women's Sunday – demonstracji w Hyde Park, marszu i wiecu ok. 0,5 mln sufrażystek, zorganizowanym przez Women’s Social and Political Union.
W 1910 SFIO zgodziło się nielegalnie nominować ją, razem z kilkoma innymi kobietami, na kandydatkę do parlamentu. Udało jej się zdobyć 340 głosów, czyli o 4% więcej niż poprzedni męski kandydat. W 1912 kandydowała do rady miejskiej Paryża.
W latach 1909–1911 była członkinią Stałej Rady Administracyjnej Partii Socjalistycznej. Między 1908 a 1914 napisała 7 książek o tematyce feministycznej i politycznej oraz liczne artykuły publikowane w "L'Humanité", "La Guerre sociale", "Équité", "Le Libertaire" "L'Idée libre" "La Suffragiste". W latach 1917–1923 współpracowała z feministycznym tygodnikiem pacyfistycznym "La Voix des Femmes". Po zakończeniu I wojny światowej na łamach "La Suffragiste" broniła rewolucji bolszewickiej. Koszty druku zmusiły ją do likwidacji tytułu w 1919.
W 1920 wzięła udział w kongresie w Tours, gdzie popierała utworzenie Francuskiej Partii Komunistycznej, która uwzględniała w programie równość płciową. W 1921 nielegalnie wyjechała do Rosji, by wziąć udział w drugim Międzynarodowym Kongresie Kobiet Komunistek. W 1926 odeszła z Partii Komunistycznej, ponieważ twierdziła, że komunizm musi obejmować wolność. Poparła wyznaczenie pierwszych ministrów kobiet do rządu Frontu Ludowego Léona Bluma w 1936.
Jako jedna z pierwszych kobiet we Francji walczyła o prawo do aborcji (która została zalegalizowana we Francji dopiero w roku 1974), antykoncepcji i głosowania. Przeciwstawiała się prostytucji jako takiej, ale usprawiedliwiała ją w przypadku ubogich kobiet. Uważała, że wśród kobiet w wyższych warstw społecznych prostytucja była nie do przyjęcia. Jako neomaltuzjanka działała na rzecz wzrostu populacji Francji po ogromnych stratach w czasie I wojny światowej. W 1929 broniła aborcji na kongresie Światowej Ligi na rzecz Reformy Seksualnej, pisała w tej sprawie książki i artykuły, uczestniczyła w spotkaniach Club du Fourbourg. Jej publiczne wypowiedzi wywołały szeroko dyskutowane oskarżenia wobec Léo Poldësowi o propagowanie pornografii (1935). Broniła go i swoich poglądów na rozprawie.
W 1932 wstąpiła do niewielkiej Partii Jedności Proletariatu (PUP) Paula Louisa. Została sekretarką komisji kobiecej. Zasiadała w komitecie wykonawczym organizacji lewicowych pacyfistów założonej przez Partię Komunistyczną. W 1933 r. wstąpiła do organizacji pacyfistycznej Mundia. Uczestniczyła w kongresach Ruchu Przeciwko Imperialistycznej Wojnie (Amsterdam-Pleyel) w 1932 i 1933. Po dojściu Hitlera do władzy w 1933 osłabł jej pacyfizm, a wyraźniejszy stał się antyfaszyzm.
W latach 30. XX w. dużo pisała, m.in. do "La Voix des Femmes", "La Nouvelle Revue socialiste", "L'Insurgé", "Plus Loin", "Le Semeur contre tous les Tyrans", "L'Intransigeant", "Les Vagabonds", "Anarchie", "Lueurs", "La Rumeur" i "L'Éveil de la Femme". Stworzyła 15 artykułów dla "L'Encyclopédie anarchiste". Pod wpływem prac Zygmunta Freuda zainteresowała się psychologią kobiet, zwłaszcza rolą masochizmu w wyjaśnianiu, dlaczego kobiety opierają się wyzwoleniu. Możliwe, że z powodu cenzurowania jej wypowiedzi i publikacji na temat antykoncepcji i emancypacji seksualnej, wybrała fikcję. Napisała 3 opowiadania, 2 teatralne, które nigdy nie zostały wystawione, oraz 2 powieści. Na początku lat 30. XX w. spisała autobiografię Doctoresse Pelletier: Mémoires d'une féministe, która nie została opublikowana, oraz podyktowała pamiętnik Anne dite Madeleine Pelletier.
W roku 1937 dostała udaru, który doprowadził do częściowego paraliżu.
W kwietniu 1939 została aresztowana z pielęgniarką i służąca, a następnie skazana na karę więzienia za przeprowadzenie aborcji na trzynastoletniej dziewczynce zgwałconej przez brata. Czas aresztowania zbiegł się z kampanią antyaborcyjną. Sędzia zarządził badanie psychiatryczne, a psychiatra orzekł, że Pelletier była w momencie wykonania zabiegu całkowicie nieodpowiedzialna. Pelletier – pierwsza kobieta praktykująca psychiatrię we Francji – została skierowana do szpitala psychiatrycznego Perray-Vaucluse w Épinay-sur-l'Orge pod Paryżem. Faktem jest, że była chora (miażdżyca, problemy z płucami i oczami) i nie umiała trzeźwo ocenić sytuacji. Prawdopodobnie wyrok był spowodowany naciskami politycznymi. Zmarła w przytułku samotnie 8 miesięcy później, w wieku 65 lat. Została pochowana na cmentarzu przy przytułku.
Nigdy nie wyszła za mąż, nie miała dzieci. Z powodu wyglądu zarzucano jej lesbijstwo. Ona jednak uważała je za anomalię, którą należy tolerować, ale która zniknie, gdy zostanie osiągnięta całkowita równość seksualna. Mężczyźni nie pociągali jej ani nie odpychali. Stosunek seksualny uważała za funkcję fizjologiczną, taką jak odżywianie lub oddychanie. Pochwalała (swoje) dziewictwo: Nie chciałam kształcić zmysłów genitaliów. Uważała, że to wybór polityczny. Wyrażała wstręt do seksualności, co niewątpliwie związane było z przeżyciami z dzieciństwa (odrzucenie w okresie pierwszej miesiączki, patologiczny wzór matki, 11 poronień matki itp.). Była feministką, która identyfikowała się z mężczyznami i uważała, że jej płeć to najgorsze nieszczęściem w życiu. Chciała uwolnić kobiety i klasę robotniczą, ale nie utożsamiała się z żadnym z nich. Uważała, że należy zlikwidować patriarchalne rodziny i zastąpić ją wolnymi związkami, a dzieci przekazać pod opieką państwa. Nie była wrogo nastawiona do macierzyństwa. Uważała, że powinien to być wolny wybór kobiety, pewien etap jej życia, nie jej racja bytu. Ubolewała nad uprzedzeniami wobec niezamężnych matek.
Była jedną z najbardziej znaczących myślicielek feministycznych we Francji przed Simone de Beauvoir. Uważała, że kobiecość i męskość są zaledwie konceptami społecznymi i w interesie feminizmu byłby atak na ten fenomen kulturowy. Uważała, że kobieta musi nauczyć się stawiać na swoim i być ekonomicznie niezależna od mężczyzny, inaczej zostanie zniewolona seksualnie. Powinna wykorzystać swój talent, młodość i piękno, by usidlić mężczyznę. Twierdziła, że społecznie konieczne jest bycie mężczyzną, a edukacja dziewcząt powinna kłaść nacisk na takie rzeczy jak trening asertywności, odporność na ból i użycie broni. Dziewczynki powinny być ubierane jak chłopcy, powinno się nadawać im sfeminizowane formy męskich imion (np. Renée dla René). Chciała nie feminizować, a zmaskulinizować edukację, co miało być środkiem do osiągnięcia równości seksualnej. Badała normy kulturowe, które tworzyły i utrzymywały różnice pomiędzy płciami, tworząc fundament dla przyszłości socjologii, jednak jej praca na rzecz feminizmu została odkryta i uznana dopiero kilkadziesiąt lat później. Pisała: Najwyraźniej urodziłam się kilka wieków za wcześnie.